# Коран (Пиј де Дом)
Коран (фр. Corent) насеље је и општина у централној Француској у региону Оверња, у департману Пиј де Дом која припада префектури Клермон Феран.
По подацима из 2011. године у општини је живело 688 становника, а густина насељености је износила 256,72 становника/km². Општина се простире на површини од 2,68 km². Налази се на средњој надморској висини од 500 метара (максималној 610 m, а минималној 330 m).

## Демографија
| 1962. | 1968. | 1975. | 1982. | 1990. | 1999. | 2011. |
| ----- | ----- | ----- | ----- | ----- | ----- | ----- |
| 315   | 317   | 395   | 514   | 533   | 568   | 688   |

График промене броја становника у току последњих година